# 天波与命
天波与命（あめのはよのみこと、天波與命）は、「度会氏系図」に登場する神。

## 概要
多くの中臣氏族の系図では、神武朝の人物である天種子命は、天孫降臨に供奉した天押雲根命の子と見える。一方、度会氏の系図では天押雲根命が天牟羅雲命（天二上命、後小橋命）の名で「皇孫天降時供奉」と見え、神武朝に活動した天日別命との間の世代に天波与命が入る形となっている。
この天波与命については何ら事績が伝わらず、早い段階で中臣氏の歴代から脱落したと見られる。
後裔は三重郡、鈴鹿郡、河曲郡に本拠を置いた伊勢国造・伊勢直となる。桑名郡には式内社の中臣神社（桑名宗社に桑名神社と共に合社）があり、多気郡には天香山神社もある。伊勢直の後裔は伊勢老人のように中臣伊勢を氏としており、その族裔が外宮社家の度会氏になったとされる。

## 系譜
父は天孫降臨に供奉した天牟羅雲命で、子は天日別命一人だけが記される。